# Monte Carlo
Coordonate: 43° 44′ N, 7° 26′ E

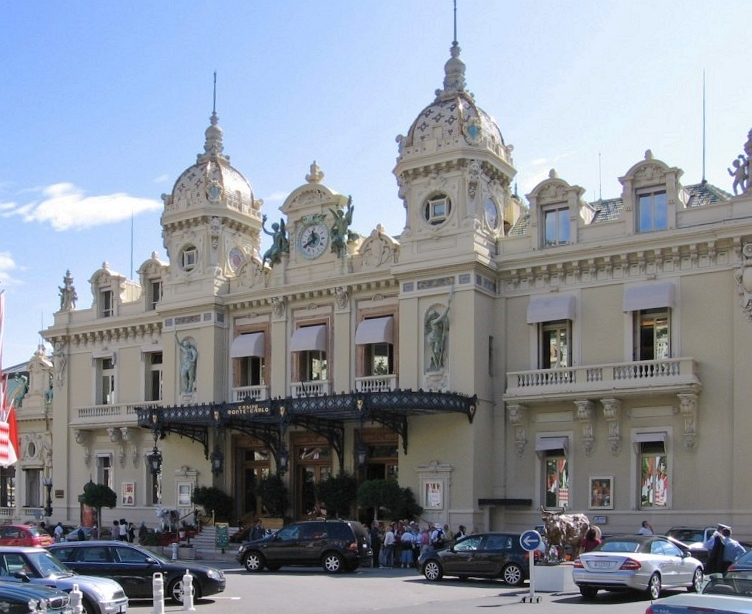
Cazinoul din Monte Carlo

Monte Carlo este o subdiviziune a orașului-stat Monaco cu o populatie de 30.000 de locuitori. El este renumit prin cazinourile sale și prin faptul că este domiciliul unor personalități marcante. Monte Carlo este considerat eronat de unii capitala statului Monaco. Numele lui provine din timpul prințului Charles III de Monaco care a întemeiat aici prin anii 1860 un cazinou. Aici au loc anual raliurile de automobile de la Monaco care este finalizat cu acordarea pentru formula 1 a Marelui Premiu de la Monaco. De asemenea tot aici are loc Turneul de Master Series de la Monte Carlo.

## Personalități născute aici
- Olivier Beretta (n. 1969), pilot de curse;
- Charles Leclerc (n. 1997), pilot de curse.